# Norma kolizyjna
Norma kolizyjna – w prawie prywatnym międzynarodowym norma wskazująca jakie prawo merytoryczne jest właściwe w danym wypadku.

## Elementy normy kolizyjnej

### Hipoteza
Hipoteza normy kolizyjnej zawiera:
- zakres – opis ujętej abstrakcyjnie sytuacji życiowej (np. "zdolność prawna i zdolność do czynności prawnych osoby fizycznej", "forma zwarcia małżeństwa", "rozwód"),
- baza faktyczna łącznika – opis pewnych okoliczności uzupełniających zakres (element ten do hipotezy wprowadza Henryk Trammer).

### Dyspozycja
Dyspozycja normy kolizyjnej zawiera:
- nakaz stosowania prawa danego obszaru państwowego,
- kryterium, które wskazuje abstrakcyjnie, o prawo którego państwa chodzi (łącznik).

Łącznik może być personalny (więzi pomiędzy osobą a określonym obszarem prawnym), lub przedmiotowy. Wybór prawa określa się mianem łącznika subiektywnego.
Łącznikiem mogą być obywatelstwo, zamieszkanie (domicyl), pobyt zwykły (stały) i prosty, łączniki personalne dotyczące osób prawnych, wyboru prawa oraz przedmiotowe (np. miejsce dokonania czynności prawnej, zawarcia umowy czy zawarcia małżeństwa).
Prawo właściwe określane przez łącznik nazywa się:
- prawo ojczyste (lex patriae) – w przypadku łącznika obywatelstwa,
- prawo miejsca zamieszkania (lex domicilii),
- prawo miejsca siedziby przedsiębiorstwa, położenia przedmiotu praw rzeczowych lub prawo miejsca położenia rzeczy (lex rei sitae),
- prawo miejsca sporządzenia (dokonania) czynności (lex loci actus),
- prawo miejsca zawarcia umowy (lex loci contractus),
- prawo miejsca zawarcia małżeństwa (lex loci celebrationis matrimonii),
- prawo miejsca deliktu (lex loci delicti commissi),
- prawo miejsca wystąpienia szkody (lex loci damni),
- prawo miejsca siedziby władzy orzekającej (lex fori),
- prawo miejsca siedziby osoby prawnej lub innej organizacji (lex residentiae),
- prawo miejsca wysłania (lex expeditionis),
- prawo miejsca przeznaczenia (lex destinationis),
- prawo miejsca postępowania (lex concursus),
- prawo waluty (lex monetae; lex valutae),
- prawo wybrane przez strony (lex voluntatis).

Norma kolizyjna zawiera także subokreślnik temporalny (np. "z chwili urodzenia", "z chwili uznania", "z chwili śmierci"), określający jaki moment powiązania danej sytuacji i odpowiedniego obszaru prawnego rozstrzyga o tym, które prawo jest właściwe.

## Rodzaje
Wśród rodzajów norm kolizyjnych znajdują się:
- zupełne – wskazują prawo właściwe bez względu na to, czy jest to prawo własne, czy obce,
- jednostronne – "określają zakres zastosowania prawa własnego do stosunków odpowiednio powiązanych z własnym obszarem państwowym"[2],
- niezupełne dwustronne – "określają sferę działania własnego oraz tylko częściowo prawa obcego"[3],
- pierwszego stopnia - rozgraniczają "sfery działania praw merytorycznych różnych państw w przestrzeni"[4]
- drugiego stopnia – nadrzędne wobec pierwszego stopnia.

Sądy każdego państwa w pierwszym rzędzie stosują własne normy kolizyjne pierwszego stopnia.